# Maxence Danet-Fauvel
Pour les articles homonymes, voir Danet et Fauvel.
Maxence Danet-Fauvel, né le 27 juin 1993 à Rouen en Seine-Maritime, est un acteur
français.
Il se fait connaître grâce au rôle d’Eliott Demaury dans l'adaptation française de la série télévisée Skam.

## Biographie
En 2015, Maxence Danet-Fauvel commence le mannequinat.
En 2016, il rejoint l’Actors Factory de Paris et travaille en tant que mannequin pour l'agence française Elite Model Management, puis pour Marilyn Agency Paris.
En 2018, il obtient son premier rôle d’acteur en interprétant le personnage d'Eliott Demaury dans la série Skam France, une adaptation française de la série norvégienne Skam.
En 2019, il est le parrain de la Marche des fiertés de Paris. La même année, il figure dans le jury du Festival Films Courts de Dinan, aux côtés du réalisateur Jean Becker.
En 2021, il joue le rôle principal de Voldemort dans The House of Gaunt aux côtés d'Éléonore Sarrazin et Axel Baille.

## Filmographie

### Cinéma

#### Courts métrages
- 2019 : Disparaître ici d'Alexis Braun : Matt
- 2020 : À L'Ouest d'Antonin Bonnot : Tom Beauregard
- 2021 : The House of Gaunt de Joris Faucon Grimaud : Voldemort
- 2021 : Lovedose de Juliette Barry : Thomas

### Télévision

#### Téléfilms
- 2020 : Le Diable au cœur de Christian Faure : Hugo
- 2020 : Il est elle de Clément Michel : Hugo

#### Séries télévisées
- 2019-2022 : Skam France : Eliott Demaury (27 épisodes - rôle principal saisons 3 et 6 - récurrent saisons 4 et 5)
- 2020 : Police de caractères : Maxime Mercier (saison 1, épisode 1 : Poquelin)
- 2020 : Grand Hôtel : Will Marchand (mini-série, 8 épisodes)
- 2022 : Les Combattantes : l'officier Colin de Régnier (mini-série ; 8 épisodes)
- 2023 : Les Randonneuses, mini-série de Frédéric Berthe : Julien
- 2023 : Besoin d'amour : Tom
- 2024 : Cat's Eyes d'Alexandre Laurent : Nico
- 2024 : Amours solitaires : Raphaël
- 2025 : Anaon de David Hourrègue : Fred Morlaix

## Distinction
- Festival des créations télévisuelles de Luchon 2020 : Prix du meilleur espoir masculin pour Le Diable au cœur[7]